# تیم ملی هاکی سالنی زنان ایران
تیم ملی هاکی سالنی زنان ایران Iran women's national field hockey team یک تیم بین‌المللی هاکی سالنی زنان است که از طرف ایران در مسابقات بین‌المللی مانند هاکی داخل سالن قهرمانی زنان آسیا شرکت می‌کند.

## رده‌بندی جهانی
در اسفندماه ۱۴۰۲ (۲۰۲۴ میلادی) تیم ملی هاکی سالنی زنان ایران با ۷۷ امتیاز در رده ۳۸ قرار دارد. در این رده‌بندی ۴۵ کشور حضور دارند.

## اولین بازی ملی
در اولین دوره قهرمانی آسیا در سال ۲۰۰۹ برگزار شد.

## بهترین و بدترین نتیجه

### بهترین
برد: ۱۸–۰ مقابل ویتنام سال ۲۰۲۴

### بدترین
باخت: ۰–۶ مقابل قزاقستان سال ۲۰۱۹

## مسابقه‌های رسمی

### قهرمانی آسیا
1. ۲۰۰۹ - چهارم شد
2. ۲۰۱۰ - شرکت نکرد
3. ۲۰۱۲ - پنجم شد
4. ۲۰۱۴ - شرکت نکرد
5. ۲۰۱۵ - شرکت نکرد
6. ۲۰۱۷ - شرکت نکرد
7. ۲۰۱۹ - ششم شد
8. ۲۰۲۲ - پنجم شد
9. ۲۰۲۴ - پنجم شد

## نتیجه‌های رسمی

### قهرمانی آسیا

#### ۲۰۰۹
1. ایران ۰-۰ ازبکستان ؟ (نتیجه نامعلوم است)
2. ایران ۰-۰ قزاقستان ؟ (نتیجه نامعلوم است)
3. ایران ۰-۰ تایلند ؟ (نتیجه نامعلوم است)
4. ایران ۳-۳ مالزی
5. ایران ۲-۰ مالزی ب (تیم ب)
6. ایران ۲-۵ ازبکستان

#### ۲۰۱۲
1. ایران ۲-۲ ازبکستان
2. ایران ۲-۴ تایلند
3. ایران ۳-۵ قزاقستان
4. ایران ۰-۵ مالزی
5. ایران ۴-۰ تایوان
6. ایران ۱۱-۰ کامبوج
7. ایران ۳-۱ تایوان

#### ۲۰۱۹
1. ایران ۵-۰ فیلیپین
2. ایران ۰-۶ قزاقستان
3. ایران ۵-۱ نپال
4. ایران ۱-۴ ازبکستان
5. ایران ۱-۲ تایوان

#### ۲۰۲۲
1. ایران ۱-۳ اندونزی
2. ایران ۲-۵ قزاقستان
3. ایران ۹-۱ پاکستان
4. ایران ۵-۲ تایوان
5. ایران ۵-۱ سنگاپور
6. ایران ۲-۲ تایوان (در ضربات پنالتی ایران ۲–۱ برنده شد)

#### ۲۰۲۴
1. ایران ۸-۰ عمان
2. ایران ۱۸-۰ ویتنام
3. ایران ۲-۴ مالزی
4. ایران ۱-۵ قزاقستان
5. ایران ۱-۱ کامبوج (در ضربات پنالتی ایران ۲–۰ برنده شد)